# Клайд-Гілл (Вашингтон)
Клайд-Гілл (англ. Clyde Hill) — місто (англ. city) в США, в окрузі Кінг штату Вашингтон. Населення — 3126 осіб (2020).

## Географія
Клайд-Гілл розташований за координатами 47°37′49″ пн. ш. 122°13′5″ зх. д. / 47.63028° пн. ш. 122.21806° зх. д. (47.630353, -122.217980).  За даними Бюро перепису населення США в 2010 році місто мало площу 2,73 км², уся площа — суходіл.

## Демографія
Згідно з переписом 2010 року, у місті мешкали 2984 особи в 1028 домогосподарствах у складі 887 родин. Густота населення становила 1091 особа/км².  Було 1099 помешкань (402/км²).
Расовий склад населення:
| - 84,3 % — білих - 12,1 % — азіатів - 0,6 % — чорних або афроамериканців - 0,2 % — корінних американців |

До двох чи більше рас належало 2,2 %. Частка іспаномовних становила 2,3 % від усіх жителів.
За віковим діапазоном населення розподілялося таким чином: 29,4 % — особи молодші 18 років, 52,2 % — особи у віці 18—64 років, 18,4 % — особи у віці 65 років та старші. Медіана віку мешканця становила 44,8 року. На 100 осіб жіночої статі у місті припадало 95,8 чоловіків;  на 100 жінок у віці від 18 років та старших — 92,2 чоловіків також старших 18 років.
Середній дохід на одне домашнє господарство  становив 260 089 доларів США (медіана — 180 568), а середній дохід на одну сім'ю — 283 768 доларів (медіана — 203 250). За межею бідності перебувало 1,7 % осіб, у тому числі 1,1 % дітей у віці до 18 років та 2,3 % осіб у віці 65 років та старших.
Цивільне працевлаштоване населення становило 1310 осіб. Основні галузі зайнятості: науковці, спеціалісти, менеджери — 21,7 %, освіта, охорона здоров'я та соціальна допомога — 19,0 %, роздрібна торгівля — 18,2 %.